# (5537) Sanya
(5537) Sanya – planetoida z pasa głównego planetoid.

## Odkrycie i nazwa
Odkryta 9 października 1964 roku w Obserwatorium Astronomicznym Zijinshan. Nazwa planetoidy pochodzi od miasta Sanya położonego w południowych Chinach, w prowincji Hajnan. Przed nadaniem nazwy planetoida nosiła oznaczenie tymczasowe 1964 TA2.

## Orbita
(5537) Sanya obiega Słońce w średniej odległości 2,29 j.a. w czasie 3 lat i 157 dni.